# Applications pédagogiques de l'ordinateur
 (février 2025).
Pour les articles homonymes, voir APO.
Les applications pédagogiques de l’ordinateur (APO) au Québec, utilisations didactiques de l’ordinateur (UDO) en Suisse ou utilisations pédagogiques de l’ordinateur (UPO) en France, désignent l’ensemble des usages éducatifs des Technologies de l'information et de la communication (TIC) dans l'enseignement. Ces notions se distinguent de l’enseignement assisté par ordinateur (EAO), qui désigne un apprentissage structuré autour d’un logiciel éducatif interactif.

## Définition
Les APO regroupent les pratiques intégrant l’ordinateur comme outil pédagogique au sein des classes et des établissements scolaires. Ces pratiques incluent l'usage d’imagiciels, de banques de données, de traitements de texte ou de logiciels spécialisés pour la modélisation et la visualisation.
Jusqu'au milieu des années 1990, on parlait d'applications, d'usages ou encore d'utilisations de l'ordinateur ou de l'informatique en éducation. Ainsi, le terme APO était alors largement utilisé (du moins au Québec). Par la suite, le mot « technologie » a commencé à apparaître et à remplacer les termes « ordinateur » et « informatique ».